# Teatro da Comuna
O Teatro da Comuna é um teatro localizado em Lisboa, Portugal, ocupado em Março de 1975 pelo grupo teatral A Comuna - Teatro de Pesquisa. O espaço, conhecido como "Casarão Cor-de-Rosa" da Praça de Espanha, foi um "Colégio Alemão" e também tinha sido o "Lar de Mães Solteiras da Misericórdia".

## Companhia residente
A Comuna - Teatro de Pesquisa foi fundada em 1 de Maio de 1972, em Lisboa.
Este grupo teatral independente foi fundado por um grupo de actores que inclui nomes como Manuela de Freitas, Maria Emília Correia, António Rama, Carlos Paulo, Francisco Pestana, João Mota, Luís Lucas ou Melim Teixeira e teve como sua primeira peça Para Onde Is?, em 1972.
O seu nome foi escolhido por votação dos ouvintes de um programa da Rádio Renascença, a quem foram propostas duas hipóteses: ou Os Cómicos ou A Comuna, sempre com o subtítulo de Teatro de Pesquisa.
A Comuna recebeu dois Prémios da Imprensa (1972) e (1974), ou Prémio Bordalo. O primeiro pela representação da peça Feliciano e as Batatas, como "Melhor Espectáculo Juvenil ou Infantil" na categoria de "Teatro", entregue pela Casa da Imprensa, em 1973. Na mesma ocasião também foram distinguidos as actrizes Eunice Muñoz, Glicínia Quartin e Lurdes Norberto, o autor Romeu Correia, e as peças As Criadas (Melhor Espectáculo do Ano), Vida do Grande D. Quixote de la Mancha e do Gordo Sancho Pança (Melhor Espectáculo de Teatro Amador) e, excepcionalmente, O Fim da Macacada (Melhor Espectáculo de Revista). O segundo, como "Prémio Melhor Autor" pelo texto de A Ceia. Na categoria de "teatro foram ainda distinguidos em 1975, os actores  Fernanda Alves e Luís Miguel Cintra, a peça A Grande Imprecação Diante das Muralhas da Cidade (Melhor Espectáculo) e ao seu encenador Mário Barradas, Pides na Grelha (Melhor Revista) e o Conjunto Cénico Caldense, por O Canto do Papão Lusitano, de Peter Weiss (Melhor Espectáculo de Teatro Amador).

### Peças
| Ano  | Título                                                 | Encenação | Refs.       |
| ---- | ------------------------------------------------------ | --------- | ----------- |
| 1972 | Para Onde Is? de Gil Vicente                           |           | [ 2 ]       |
| 1972 | Feliciano e as Batatas de C. Dasté                     |           | [ 1 ] [ 2 ] |
| 1974 | A Ceia I                                               |           | [ 1 ]       |
| 1974 | A Ceia II                                              |           | [ 1 ]       |
| 1977 | A Mãe                                                  |           | [ 1 ] [ 2 ] |
| 1978 | Homem Morto, Homem Posto                               |           | [ 1 ] [ 2 ] |
| 1979 | Guerras de Alecrim e Manjerona                         |           | [ 1 ] [ 2 ] |
| 1983 | A Castro                                               |           | [ 1 ] [ 2 ] |
| 1983 | Quero o Meu Vitor a Cores - (Café-Teatro) Carlos Paulo | João Mota |             |
| 1984 | Marat - Peter Weiss                                    | João Mota |             |
| 1986 | Calígula                                               |           | [ 1 ] [ 2 ] |
| 2016 | O Último dos Românticos                                |           | [ 1 ]       |